# Александровка (Таловский район)
Алекса́ндровка — село в Таловском районе Воронежской области России. Административный центр Александровского сельского поселения. Малая родина М. Е. Пятницкого, исполнителя и собирателя русских народных песен; основателя русского народного хора.

## География
Расположен в 11 км от центра района посёлка Таловая.
Село занимает плоский водораздел, переходящий в верховье балки. Посредством нескольких плотин в балке создан каскад прудов.

## История
Семьи первых жителей села Александровка, переселившиеся из Новой Чиглы, являлись потомками переселенцев с берегов реки Лопасни (современная Московская область).
«В 40 х годах XVIII века по указу императрицы Елизаветы Петровны 3400 крестьян прибыли на Битюг из дворцовой Хатунской волости, расположенной на юге Московской губернии вдоль реки Лопасни. Эта волость была довольно плотно заселена, а низкое плодородие земель не давало возможности прокормить увеличивающееся население»
Причем переселены они были из определённых деревень (Ольховни, Ананьино, Бабкино , Кочевано, Барыбино, Гришково, Грызлова, Лапино, Заболипилево, Залуги, Кузьмино, Колянино, Лапино, Мышкино, Починки, Протасова, Талки, Толбеево, Толбино, Сеяново, Хотунь), названия которых дали фамилии многим родам, которые живут в Новой Чигле и Александровке до сих пор.
В свою очередь известно, что население Хотуни являлось прямыми потомками племени Вятичей, которые ассимилировали проживавшее здесь до них самое восточное балтийское племя Галиндов. И даже сама река, с берегов которой переселились предки жителей сел Новая Чигла и Александровки имеет балтийское название Лопасня (как и Угра, Нара, Жиздра, Осетр)

## Известные люди
- В селе родился собиратель и исполнитель русских народных песен Митрофан Ефимович Пятницкий. В селе всю жизнь прожила русская певица-умелица, причетница, исполнительница старинных воронежских песен Ирина Васильевна Колобаева (1840—1914), больше известная как Аринушка.

## Инфраструктура
Основа экономики — сельское хозяйство. Основная часть земель занята сельхозугодьями (поля, сенокосы, фруктовые сады).
Действует Александровский народный музей М. Е. Пятницкого, СДК им. Пятницкого. 
Имеется сельский хоровой ансамбль «Родина Пятницкого». 
Проводится ежегодный всероссийский фестиваль народной песни, музыки и танца «На родине М. Е. Пятницкого».
Установлен памятник именитому земляку.
На ул. Пятницкого работает школа. 

## Транспорт
Село находится при пересечении региональных автодорог 20К-В2-0 и 20Н-3-29. Автобусное сообщение с райцентром пос. Таловая.
Ближайшая железнодорожная станция — Таловая (станция) расположена в Таловой.